# 2-butoksietanol
2-butoksietanol je organsko topilo, s formulo C6H14O2. Je brezbarvna tekočina s sladkim, etru podobnim vonjem. Uporablja se kot topilo v barvah in površinskih premazov. Drugi izdelki, ki vsebujejo 2-butoxyethanol so gasilska pena, bowling pin in razmaščevalec voznega pasu. Je osnovna sestavina različnih čistil, tekočih mil, kozmetike, lakov, herbicidov in lateks barv.

## Identifikacija snovi ali pripravka:
Identifikacija snovi ali pripravka: 
Trgovsko ime: LESONAL BAZA WB
Distributer: SPEKTER d.o.o.                                    
Proizvajalec: Akzo Nobel Car Refinishes bv                     
 Uporaba snovi ali pripravka: 
Kot premazno sredstvo 

## Sestava s podatki o nevarnih sestavinah:
Nevarne sestavine: 
	Ime 	                  %	 CAS-št.    EC-št.     Simbol	R-stavki	
	2-butoksietanol 	2,5-10	111-76-2   203-905-0   Xn, Xi	20/21/22-36/38	

## Ugotovitve o nevarnih lastnostih:
Če si izdelku, ki vsebuje 2-Butoksietanol izpozstavljen več ur, lahko izzove glavobol, bruhanje in povzroči kovinski okus v ustih. Vdihavanje pare 2-Butoksietanola je povezano z nekaterimi boleznimi, kot so sindrom kronične utrujenosti in avtizma ter nekaterih drugih oblik anemije. 
Splošni ukrepi:
Pokličemo zdravniško pomoč. Nezavestnemu nikoli ničesar ne dajajmo v usta. 
Vdihovanje:
Ponesrečenca prestavimo na svež zrak, počiva naj na mirnem in toplem mestu. Pri zastoju dihanja nudimo umetno dihanje.
Zaužitje:  
Pokličemo zdravniško pomoč in pokažemo ta varnostni list ali etiketo na embalaži. 
Stik s kožo in očmi: 
Kožo izpiramo z veliko vode in mila. Ne smemo uporabljati topil ali razredčil. Če ima ponesrečenec kontaktne leče, jih odstranimo. Oči takoj spiramo najmanj 15 minut pod tekočo vodo. Pri tem razpremo veke s prsti, oko pa obračamo v vse smeri. Poiščemo zdravniško pomoč (okulist).

## Ukrepi ob požaru:
Posebne nevarnosti: 
Ne smemo uporabljati premočnega curka vode. Pri požaru nastaja gost črn dim. Izpostavljanje razkrojnim produktom lahko škoduje zdravju. Izogibati se moramo vdihavanju hlapov.   
Primerna sredstva za gašenje: 
Ogljikov dioksid, gasilni prah, alkohol obstojna pena.
Posebna zaščitna oprema za gasilce: 
zaščita za dihala, neodvisna od okoliškega zraka. 

## Ukrepi ob nezgodnih izpustih:
Previdnostni ukrepi, ki se nanašajo na ljudi: 
Izogibamo se vdihavanju hlapov ali meglic. Uporabljajti je potrebno osebno varovalno opremo.
Ekološki zaščitni ukrepi: 
Surovine ali odplake, ki jo vsebujejo, ne smemo odlagati oziroma zlivati direktno v okolje (tla/prst, kanalizacijo, podtalnico ali površinske vode). 
Ukrepi ob raztresanju/razlitju: 
Surovino poberemo mehansko z absorbenti (mivka, pesek, zemlja ali inertno snovjo ) in odložimo v za to označene posode za odpadke in odstranimo v skladu s predpisi. Območje onesnaženja očistimo z detergentom, ne uporabljamo topil ali razredčil.

## Ravnanje z nevarno snovjo/pripravkom in skladiščenje:
Ravnanje:  
Dobro prezračevanje delovnega prostora. Preprečimo uhajanje vnetljivih hlapov. Izogibajmo se koncentracijam, višjim, kot je dovoljeno. Embalaže, ki vsebuje 2-Butoksietanol ne smemo puščati odprte. V bližini ne sme biti odprtega ognja, vročih površin in drugih virov vžiga. Električne naprave morajo ustrezati eksplozijsko varni zaščiti. V delovnem prostoru morajo biti stalno pripravljena gasilna sredstva in gasilna pregrinjala. Uporabljamo samo orodje, ki ne iskri. Izogibati se moramo stiku surovine z očmi in kožo. Izogibati se moramo vdihavanju prahu in prašnih delcev. Zaščititi se moramo s predpisanimi osebnimi varovalnimi sredstvi.  
 Skladiščenje: 
Hranimo v tesno zaprti, v originalni embalaži na suhem, hladnem mestu, stran od nezdružljivih materialov, odprtega plamena, vročine, isker in direktne sončne svetlobe. Surovine ali odplake, ki jo vsebujejo, ne smemo odlagati oz. zlivati direktno v okolje (tla/prst oz. kanalizacijo, podtalnico ali površinske vode). Skladiščimo stran od: oksidirajočih agentov, močnih baz in močnih kislin. Pri delu je potrebna previdnost. Ne kaditi! Odprte posode držati pokončno zaradi preprečitve izlitja materiala. Posode nikoli ne izprazniti s pritiskom.

## Nadzor nad izpostavljenostjo/varnost in zdravje pri delu:
Dodatna napotila k opremi tehničnih naprav: 
Skrbeti je potrebno za dobro prezračevanje. 
Osebna zaščitna sredstva:  
Zaščita dihal: ustrezna zaščita za dihala. 
Zaščita oči: nositi varovalna zaščitna očala proti poškropitvi.
Zaščita rok: nositi zaščitne rokavice iz neoprena ali nitril-a. 
Drugo: Delovna higiena in običajna previdnost pri delu s kemikalijami.
Maksimalna dovoljena  koncentracija:
EU OEL (Evropa, 3/2003) na koži
STEL: 246 mg/m³ v 15 minutah v vseh oblikah
STEL: 50 ppm v 15 minutah v vseh oblikah
TWA: 98 mg/m³ v 8 urah v vseh oblikah
TWA: 20 ppm v 8 urah v vseh oblikah

## Fizikalne in kemijske lastnosti:
Agregatno stanje pri 20 °C: Tekočina
Barva:	Različne barve 
Vonj:	Karakterističen 
Plamenišče: 101 °C (213,8°F)
Eksplozijsko območje:
Spodnja eksplozijska meja: 1,1%
Zgornja eksplozijska meja: 10,8%
Parni tlak (zrak=1): Najvišja znana vrednost je 4,07 
Specifična  gostota (voda=1): 1,017
pH vrednost: kislo
Topnost v vodi:	Lahko topno v mrzli vodi
Viskoznost (kinematična): 393,314 cSt

## Obstojnost in reaktivnost:
Obstojnost:
Pri normalni uporabi in skladiščenju stabilno.
Pogoji, ki se jim je treba izogniti: Izogibati se je potrebno nezdružljivim materialom in virom vžiga.
Nezdružljive snovi: 
Nezdružljive snovi so: oksidirajoči agenti, močne kisline in močne baze.
Nevarne reakcije: 
Nevarne nekontrolirane eksotermne reakcije z oksidirajočimi agenti, močnimi kislinami in močnimi bazami.
Nevarni produkti razkroja: 
Dim, ogljikov monoksid, ogljikov dioksid in dušikovi oksidi.

## Toksikološki podatki:
Akutna toksičnost: 
Izpostavljenost in vdihavanje hlapov topil in prekoračeni maksimalno dovoljeni koncentraciji, lahko povzroči resne zdravstvene težave, kot npr. draženje sluznice, dihalnih poti, kakor tudi okvaro ledvic, jeter in centralnega živčnega sistema. Simptomi in znaki za omenjene težave so: glavobol, vrtoglavica, utrujenost, mišična oslabelost, zaspanost, omotica in v najtežjem primeru izguba zavesti.
 Stik s kožo: 
Ponavljajoč in dolgotrajen stik s kožo lahko povzroči razmastitev kože in ne alergične kontaktne poškodbe na koži (kožni dermatitis) in/ali vnos nevarnih snovi skozi kožo. 
 Stik z očmi: 
Razpršilci lahko povzročajo draženje ter povratno škodo na očeh.

## Ekotoksikološki podatki:
2-Butoksietanol se razgradi v okolju nekaj dneh in ni opredeljen kot glavni onesnaževalec okolja. 
Podatki o ekoloških učinkih, ekotoksičnosti: 
Na voljo ni podatkov o toksičnosti proizvoda. Strupeni učinki na vodno okolje – akutna toksičnost    
Razgradljivost in akumulacija: 
Proizvod je bil ocenjen po metodi Dangerous Preparations Directive 1999/45/EC in ni razvrščen z okolju nevarnimi lastnostmi.
Drugi podatki: 
Surovine ali odplak, ki jo vsebujejo, ne smemo odlagati oziroma izlivati direktno v okolje (tla/prst oz. kanalizacijo, podtalnico ali površinske vode).

## Odstranjevanje:
Nekoristni presežki, neuporabni odpadki: 
Nekoristne presežke in neuporabne odpadke odstranimo kot to določa Pravilnik o ravnanju z odpadki.
Uporabljena embalaža: 
Z uporabljeno embalažo ravnamo kot to določa Pravilnik o ravnanju z embalažo in odpadno embalažo.
Način uničenja: 
Ni podatkov

## Transportni podatki:
V skladu z Zakonom o prevozu nevarnega blaga, proizvod ni razvrščen kot nevarno blago za prevoz.

## Zakonsko predpisani podatki o predpisih:
Simbol nevarnosti: 
V skladu z Zakonom o kemikalijah in Pravilnikom o razvrščanju, pakiranju in označevanju nevarnih snovi in pripravkov, proizvod ni razvrščen kot nevaren.              	
Vsebuje: phosphoric acid, tris(2-methylpropyl)ester	
R-stavki: Ni opozorilnih stavkov.
S-stavki: Ne vdihavati hlapov/meglice.
Podatki o predpisih: Zakon o kemikalijah, Pravilnik o razvrščanju, pakiranju in označevanju nevarnih snovi, Pravilnik o razvrščanju, pakiranju in označevanju nevarnih pripravkov, Zakon o prevozu nevarnega blaga – ADR.